# Véronique Riotton
Véronique Riotton (ur. 2 listopada 1969 r. w Bonneville) – francuska polityk reprezentująca partię La République En Marche! W wyborach parlamentarnych w czerwcu 2017 r. została wybrana do francuskiego Zgromadzenia Narodowego, w którym reprezentuje departament Górnej Sabaudii.